# Furia de titanes (película de 1981)
Furia de titanes (Clash of the Titans) es una película britanoestadounidense de 1981 dirigida por Desmond Davis. Es una adaptación del mito de Perseo, su lucha con Medusa y su intento de salvar de la destrucción a la ciudad de Jopa y de la muerte a la princesa Andrómeda.

## Argumento
El rey Acrisio de Argos encierra a su hija Dánae (Vida Taylor) lejos de los hombres mortales para prevenir el cumplimiento de la profecía que dice que él morirá si ella tiene un hijo. Estando encerrada, el dios Zeus la deja embarazada. Acrisio la expulsa, y la hace partir por mar con el recién nacido Perseo en un cofre de madera, con la esperanza de que mueran ambos y de burlar así su destino. Zeus (Laurence Olivier) mata a Acrisio y le manda al dios del mar, Poseidón (Jack Gwillim), que suelte al monstruo Kraken para que destruya Argos, y se cumpla así la profecía. Mientras, Dánae y Perseo flotan seguros hasta la isla de 
Cálibo (Neil McCarthy), hijo de la diosa Tetis (Maggie Smith), es un hombre bien parecido que está destinado a casarse con la princesa Andrómeda (Judi Bowker), hija de la reina Casiopea (Siân Phillips), y a heredar la rica ciudad de Jopa. Pero el cruel y destructivo Cálibo ha cazado y matado a todos los animales que vivían en torno a los "Pozos de la Luna", incluyendo la manada entera de caballos alados de Zeus (excepto a Pegaso). Como castigo por esta y sus muchas otras transgresiones, Zeus transforma a Cálibo en un sátiro, criatura que es posteriormente desterrada y condenada a vivir como un extraño en los pantanos.
Tetis, furiosa por el destino de su hijo, exclama que, si Cálibo no puede casarse con Andrómeda, ningún otro hombre lo hará. Igualmente, enfurecida por la total devoción de Zeus por su hijo, transporta a Perseo desde Séfiros hasta Jopa. Años después, Perseo (Harry Hamlin), habiendo hecho amistad con el dramaturgo y erudito Ammon (Burgess Meredith), se entera de la grave situación de Andrómeda, que no puede casarse a menos que su pretendiente resuelva un acertijo, y quien falle será quemado en la hoguera. Armado con regalos de los dioses (una espada, un escudo y un casco que vuelve invisible a quien se lo coloca), Perseo captura a Pegaso y sigue al espíritu de Andrómeda, que acude de noche a oír de Cálibo un nuevo acertijo. Perseo oye el acertijo y la solución, pero al tratar de huir las pisadas son observadas por Cálibo que le sigue. Ambos pelean en un pantano y Perseo logra amputarle la mano y consigue escapar, pero pierde allí el casco.
Perseo se presenta en la siguiente ceremonia como un nuevo pretendiente y resuelve el acertijo mostrando la mano cortada de Cálibo (con un anillo de oro con 2 perlas en uno de los dedos, que es la respuesta al acertijo), y gana así el derecho a casarse con Andrómeda. En el templo de Tetis, Cálibo la invoca para que se vengue de Perseo, y ella le dice que no puede hacerlo porque es el mismísimo Zeus quien lo protege, pero que sí puede vengarse haciendo mal a la ciudad.
En la boda, la reina Casiopea expresa con alegría que Andrómeda es más hermosa que cualquier otro ser, de la tierra o del cielo, incluso que la diosa Tetis. Cae al suelo la cabeza de la estatua de ésta, cobra vida y exige que Andrómeda sea sacrificada virgen al Kraken en treinta días, o Jopa será destruida.
Perseo entonces busca la manera de derrotar al Kraken, pero Pegaso es capturado por Cálibo y sus hombres. Zeus manda a Atenea que le dé a Perseo su búho Bubo como reemplazo del casco de invisibilidad. En vez de eso, Atenea le manda a Hefesto que construya una réplica mecánica del ave para que ayude a Perseo. El Bubo mecánico guía a Perseo hasta las Brujas de Estigia, tres mujeres ciegas que comparten un único ojo entre las tres. Ellas le dicen que la única manera de derrotar al Kraken es usando la cabeza de otro monstruo: la gorgona Medusa. En tiempos mujer hermosa, Medusa fue castigada por la diosa Afrodita, que la transformó en un monstruo horrible, y su mirada convierte en piedra a toda criatura viviente, y puede hacer lo mismo con el Kraken. Medusa tiene su hogar en la Isla de los Muertos, a la que se llega cruzando el río Estigia, en los confines del Inframundo. Una vez allí, Perseo y sus hombres combaten a Diósquilo, un perro de dos cabezas que es el guardián de Medusa. Logran matar al perro y se hacen camino hasta las ruinas en las que vive la gorgona. Uno de los hombres de Perseo pierde la vida por una de las flechas de Medusa; y otro, hechizado por la mirada de la gorgona, se convierte en una estatua de piedra. Con la ayuda del escudo, que emplea para ver el reflejo de Medusa sin mirarla directamente, Perseo logra decapitar a la gorgona, pero pierde este al caer en un pozo de sangre ácida derramada del torso de Medusa. 
De regreso a la ciudad de Jopa, mientras duermen Perseo y sus acompañantes, Cálibo se introduce en el campamento y pincha la capa que tenía en su interior la cabeza de Medusa, la sangre de ésta se derrama y de ella salen tres escorpiones gigantes que, aliados con Cálibo, atacan al grupo. Tras la muerte de sus hombres, Perseo mata al último de los escorpiones antes de enzarzarse en una lucha final con Cálibo, a quien da muerte con la espada de Afrodita. Perseo, ya cansado y sin tiempo, le pide a Bubo que busque a Pegaso. Bubo lo encuentra en el pantano, vigilado por los hombres de Cálibo. Bubo espanta a los sirvientes de Cálibo, destruye el campamento y libera al caballo alado.
En Jopa Andrómeda es encadenada en las rocas junto al mar como ofrenda al Kraken para evitar arrasar la ciudad. A punto de ser sacrificada, llega Bubo y trata de distraer al monstruo mientras se acerca volando Perseo montado en Pegaso. El jinete es derribado, y cae en el mar con la cabeza de Medusa. Bubo recupera la cabeza y se la entrega a Perseo, que la destapa frente al Kraken para que se convierta en piedra. Perseo triunfante desencadena a Andrómeda y la lleva en brazos en medio del júbilo de la multitud.
En el Olimpo, los dioses discuten el resultado de la aventura; Zeus prohíbe a los demás que se venguen, y termina diciendo estas palabras:

Perseo y Andrómeda vivirán felices y juntos, tendrán hijos sanos y hermosos a los que educarán sabiamente; y para perpetuar el recuerdo de la proeza de él, mando que de ahora en adelante ocupe un lugar prominente entre las estrellas y las constelaciones...

## Personajes
| Inmortales | Interpretado por | Humanos             | Interpretado por                          | Seres mitológicos   |
| ---------- | ---------------- | ------------------- | ----------------------------------------- | ------------------- |
| Zeus       | Laurence Olivier | Perseo              | Harry Hamlin                              | Bubo                |
| Hera       | Claire Bloom     | Andrómeda           | Judi Bowker                               | Medusa              |
| Tetis      | Maggie Smith     | Ammon               | Burgess Meredith                          | Caronte             |
| Afrodita   | Ursula Andress   | Casiopea            | Siân Phillips                             | Pegaso              |
| Poseidón   | Jack Gwillim     | Las brujas estigias | Flora Robson, Anna Manahan, Freda Jackson | Dioskilos           |
| Atenea     | Susan Fleetwood  | Thalo               | Tim Pigott-Smith                          | Los escorpiones     |
| Hefesto    | Pat Roach        | Cálibo              | Neil McCarthy                             | Kraken              |
|            |                  | Acrisio             | Donald Houston                            | El buitre de Cálibo |
|            |                  | Dánae               | Vida Taylor                               |                     |

## Contexto mitológico
La adaptación recoge elementos de la mitología griega del héroe Perseo que parcialmente se aleja de las versiones clásicas que han llegado hasta hoy. Entre los personajes mitológicos destaca Pegaso, el caballo alado con el que recorre el cielo Perseo con su escudo y espada, regalo de los dioses. En la laguna Estigia conoce a Caronte, el barquero que lleva a los muertos al inframundo, y que lo conduce hasta la isla en la que habita la gorgona Medusa. La historia muestra la idea que se tenía en la Antigua Grecia de cómo manipulaban el mundo de los humanos a su antojo los dioses del Olimpo.

## Producción
La película tuvo un presupuesto de 15 millones de dólares. La animación corrió a cargo de Ray Harryhausen, que haría en esta película su último trabajo. Harryhausen, también conocido como el rey de la técnica del paso de manivela, empezó su trabajo en esta película en 1979. Para ello diseñó a lo largo de un año 244 planos animados diferentes, que requirieron 202 escenarios. Las criaturas y las miniaturas del decorado fueron cuidadosamente alineadas para que unas y otras encajaran a la perfección. La música instrumental para la película fue compuesta por Laurence Rosenthal.

## Recepción
La película fue un éxito de taquilla. Por ello hubo un proyecto de hacer una secuela en la que el protagonista iba a ser Eneas tras la Guerra de Troya. Se planeaba rodar en 1984, pero no llegó a hacerse.

## Otras versiones
El mito de Perseo ha sido llevado al cine y la televisión en varias ocasiones, siendo esta película la más popular. El 30 de marzo del 2010 se estrenó una nueva versión dirigida por Louis Leterrier y protagonizado por Sam Worthington (Perseo), Liam Neeson (Zeus) y Ralph Fiennes (Hades). Pese a contar con efectos digitales, no ha sido capaz de superar en calidad artística a la versión de 1981, recibiendo muchas críticas por su apartado visual y argumento. De está última película hay una segunda parte titulada Ira de titanes estrenada en marzo de 2012.